# McDonnell F3H Demon
Il McDonnell F3H Demon, dal 1962 denominato F-3, era un aereo da caccia imbarcato di costruzione statunitense impiegato tra il 1954 e il 1964.
Fu progettato per accogliere un motore (il turbogetto Westinghouse J40) che non venne mai sviluppato fino a raggiungere le potenze inizialmente previste e che rivelò seri problemi di affidabilità.
Viene spesso ricordato per essere uno dei due antenati diretti del più famoso F-4 Phantom II.

## Sviluppo
La complicata vita del Demon ha inizio alla fine di settembre del 1949 quando la US Navy emise una specifica per un intercettore imbarcato che avesse prestazioni pari a quelle dei contemporanei aerei operanti dalle basi di terra; unitamente alla specifica venne richiesta la costruzione di due prototipi alla McDonnell Aircraft Corporation.
L'impresa, all'epoca sfidante per la necessità di accoppiare elevate prestazioni e robustezza strutturale per affrontare l'impiego dalle portaerei, venne affrontata dai tecnici della McDonnell avvalendosi dell'esperienza maturata attraverso la realizzazione dei precedenti Phantom e Banshee.
Il progetto del Demon prevedeva l'impiego dell'ala a freccia mentre la propulsione era affidata a quello che avrebbe dovuto essere il turbogetto più potente all'epoca disponibile, anche se ancora allo stadio di prototipo: il Westinghouse J40.
Il volo del primo prototipo del Demon (XF3H-1) ebbe luogo il 7 agosto 1951 e fu seguito da un ordine per 150 velivoli di serie.
Il previsto aumento di peso di questi velivoli rispetto al prototipo ed i problemi nello sviluppo del motore Westinghouse J40 determinarono tuttavia la nascita di una macchina sottopotenziata rispetto alle effettive necessità, tanto che (dopo 11 incidenti di volo che costarono la vita a due piloti) la produzione fu sospesa dopo il completamento dei primi 56 esemplari.
La difficile situazione si risolse solamente nel 1953 quando, dopo la cancellazione del programma del motore Westinghouse, venne deciso l'impiego del turbogetto Allison J71. Nonostante ciò, comunque, il Demon soffrì durante tutta la sua vita operativa di un insoddisfacente rapporto tra il peso e la potenza disponibile.
Il tempo perduto nel frattempo era considerevole ed il primo prototipo della nuova versione volò solo il 23 aprile del 1955 mentre la produzione ebbe inizio con il recupero di 29 macchine della prima serie che vennero dotate del nuovo motore.
Nel frattempo venne deciso un consistente ammodernamento delle dotazioni d'arma del velivolo, tramite l'impiego di piloni esterni.
La produzione del velivolo ebbe termine nel novembre del 1959.

## Descrizione tecnica
Monoplano ad ala media ed impennaggio a freccia, era caratterizzato dalla posizione molto avanzata della cabina di pilotaggio, a fianco della quale erano posizionate le strette prese d'aria per il motore.
Questo, dopo le problematiche che interessarono la prima versione, era un turbogetto Allison J71-A-2E che sviluppava una potenza di oltre 43 kN, che diventavano 62 con l'impiego del postbruciatore.
L'ala aveva slat sui bordi d'attacco ed ipersostentatori sulla parte interna dei bordi d'uscita, le estremità erano pieghevoli per ridurre l'ingombro a bordo delle portaerei.
A seguito di problemi di flessione delle ali in virata, non potendo irrobustirle per evitare un ulteriore aumento di peso, vennero aggiunti degli spoiler sul dorso alare davanti agli ipersostentatori per distribuire meglio le sollecitazioni.
Il Demon era dotato di una coppia di aerofreni ai lati della parte posteriore della fusoliera e di un gancio d'arresto per l'appontaggio al di sotto.
Il carrello d'atterraggio era triciclo con carrelli principali a ruota singola rientranti nell'ala e carrello anteriore a ruota singola con aggancio per la catapulta di lancio rientrante nel muso.
Inizialmente l'F3H non aveva capacità di rifornimento in volo, in seguito venne adottato un sistema con una sonda semiretrattile che veniva montato sul lato anteriore destro della fusoliera.
Venne collaudato con successo anche un sistema di rifornimento buddy-buddy per permettere ad un Demon di rifornire altri aerei, ma non venne prodotto in serie.

## Armamento
L'armamento inizialmente previsto era di tipo convenzionale e prevedeva, visto il ruolo di intercettore, esclusivamente 4 cannoni dal calibro di 20 mm.
I cannoni erano posti sotto al muso davanti alle prese d'aria, a volte in caso di sparo ad alta quota l'ingestione del fumo da parte del motore ne causava lo spegnimento.
Con la serie F3H-2, con la quale il ruolo venne ampliato a quello di cacciabombardiere, vennero installati sei piloni alari e due sotto fusoliera, inizialmente progettati per il trasporto di carichi convenzionali per un peso massimo di 6 000 libbre (pari a 2 720 kg). I piloni alari interni ed esterni vennero successivamente modificati per accogliere missili aria-aria: inizialmente gli AIM-9 Sidewinder ed in un secondo tempo gli AIM-7 Sparrow. I Demon furono in assoluto i primi aerei ad impiegare gli Sparrow a guida radar.
Altri carichi previsti erano bombe, lanciarazzi per razzi non guidati da 70mm e serbatoi di carburante.
Quando l'aereo era armato con missili, a volte due cannoni o tutti venivano rimossi per ridurre il peso.

## Impiego operativo
Il Demon raggiunse l'operatività troppo tardi per partecipare alla Guerra di Corea: in seguito ai problemi relativi al propulsore venne consegnato nel marzo del 1956: il primo reparto equipaggiato fu il VF-14 "Top Hatters".
Nell'estate e autunno 1957 avvennero le prime crociere operative dei reparti equipaggiati coi Demon, il VF-14 sulla CV-59 USS Forrestal nel Mediterraneo ed il VF-122 “Black Angels” e VF-124 “Moonshiners” rispettivamente sulle CV-16 USS Lexington e CV-14 USS Ticonderoga nel Pacifico occidentale.
Nell'autunno del 1957 i Demon del VF-61 “Jolly Rogers” durante manovre NATO operarono anche dalla portaerei HMS Ark Royal della Royal Navy.
A partire dall'agosto 1958 a seguito degli scontri tra Cina e Taiwan la portaerei Ticonderoga venne inviata nel mar Cinese meridionale, i Demon del VF-122 compirono molte missioni di pattugliamento aereo avvistando molte volte dei MiG cinesi, ma non si giunse mai allo scontro armato.
Contemporaneamente aerei dell'USAF e dell'US Navy, tra cui i Demon del VF-31 “Tomcatters” imbarcati sulla CV-60 USS Saratoga, erano impiegati in missioni di pattugliamento aereo in appoggio alle truppe americane sbarcate in Libano come deterrente a seguito di gravi tensioni con la Siria.
In alcune occasioni aerei siriani vennero avvistati dai radar, ma non si giunse mai allo scontro armato.
Durante la Crisi dei missili di Cuba dell'autunno 1962 anche i Demon del VF-13 e VF-31 imbarcati rispettivamente sulla Lexington e sulla Saratoga vennero impiegati per il blocco navale e per sorvegliare i movimenti delle navi sovietiche, contemporaneamente tra i caccia pronti al decollo su allarme in caso di attacco c'erano anche alcuni Demon alla base dell'US Navy di Key West in Florida.
Nel novembre 1963 i Demon del VF-213 imbarcati sulla CV-19 USS Hancock vennero impiegati in missioni di pattugliamento aereo a copertura dell'evacuazione di civili da Saigon dopo il colpo di Stato in cui era stato ucciso il presidente Ngô Đình Diệm.
In totale il Demon venne impiegato in undici Squadron della US Navy, restando in prima linea fino al settembre del 1964, quando vennero radiati gli ultimi F-3B in servizio nel VF-161 imbarcato sulla CV-34 USS Oriskany, questa volta troppo presto per trovare impiego nella Guerra del Vietnam.

## Versioni

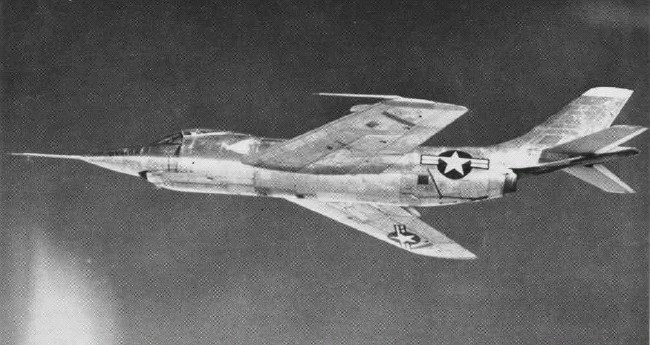
Il prototipo XF3H-1 in volo.

- XF3H-1: due prototipi (matricola 125444 e 125445) con motore Westinghouse J40-WE-6 privo di postbruciatore, successivamente sostituito da un J40-WE-8 nel gennaio 1953, impiegati per collaudi anche a bordo della portaerei CV-43 USS Coral Sea.[3]
- F3H-1N: prima versione di serie con motore Westinghouse J40-WE-10 e radar APD-50, poi ritirata; 58 esemplari costruiti, di cui alcuni impiegati per l'addestramento a terra, alcuni impiegati per lo sviluppo della seconda serie, i restanti demoliti;
- F3H-1P: variante da ricognizione fotografica di cui era prevista la realizzazione; non venne realizzata a seguito dell'abbandono del progetto del motore Westinghouse;
- F3H-2 (F-3B)[4]: fu la prima versione ad entrare regolarmente in servizio; montava il motore Allison J71 e radar APG-51, rispetto alla "1N" aveva le ali di superficie più ampia e dotate di piloni per ospitare carichi esterni; vennero costruiti 239 esemplari;
- F3H-2N (F-3C): i piloni interni ed esterni vennero adattati per l'impiego di quattro missili AIM-9 Sidewinder; costruita in 140 esemplari;
- F3H-2M (MF-3B): aveva radar APG-51B e piloni alari modificati, in modo da accogliere i missili a guida radar AIM-7 Sparrow; 80 esemplari costruiti;
- F3H-2P: non venne mai costruita; variante prevista per l'impiego in ruoli di ricognizione fotografica;
- F3H-3: avrebbe dovuto essere la terza versione base, per la quale era previsto l'impiego di motore General Electric J71, ma non venne mai costruita.

## Livree
Gli XF3H-1 ed i primi F3H-1N avevano la livrea interamente blu scuro lucido FS15042 usata da tutti gli aerei imbarcati dell'US Navy e USMC.
Nel 1955 venne adottata una livrea con grigio chiaro opaco FS36440 su tutte le superfici superiori e laterali e bianco lucido FS17875 per tutte le superfici inferiori e le superfici mobili di controllo.

## Curiosità

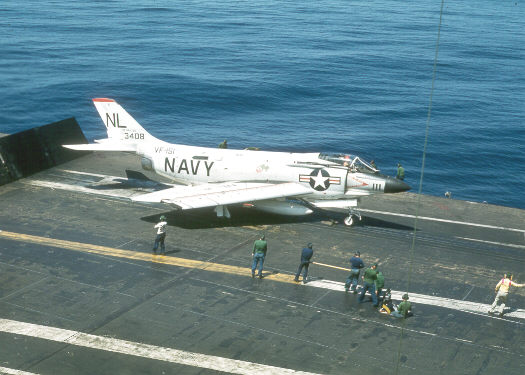
Un F3H-2 sul ponte della USS Coral Sea (CVA-43).

- Grazie all'eccellente visibilità di cui il pilota poteva godere dalla propria cabina, il Demon venne soprannominato "La Sedia".

- In modo abbastanza ovvio, i piloti dei Demon vennero scherzosamente soprannominati "Piloti del Diavolo" e gli addetti alla manutenzione "Dottori del Diavolo".

- Per le particolari caratteristiche di volo, causate dallo sfavorevole rapporto peso/potenza, il Demon si guadagnò anche il meno lusinghiero soprannome di "slitta"[5].

## Utilizzatori
Stati Uniti
- United States Navy